# Friedrich Ferdinand von Levetzow

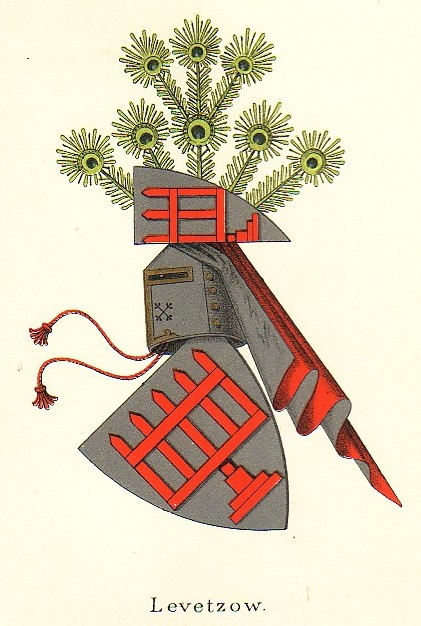
Wappen Levetzow

Friedrich Ferdinand von Levetzow (* 15. November 1802 in Husum; † 30. Januar 1884 in Montreux) war ein schleswig-holsteinischer Verwaltungsjurist in dänischen Diensten, Landvogt auf Fehmarn, Vertreter in der holsteinischen Ständeversammlung und Gutsbesitzer.

## Leben
Friedrich Ferdinand von Levetzow entstammte der jüngeren holsteinischen Linie des ursprünglich mecklenburgischen Adelsgeschlechts Levetzow/Levetzau. Er war ein Sohn des Husumer Amtmanns Hans Christoph Diederich Victor von Levetzow (1754–1829) aus dessen zweiter Ehe mit Juliane Marie von Krogh (1773–1848). Dietrich Wilhelm von Levetzow war sein Halbbruder. 
Er studierte Rechtswissenschaft an der Universität Göttingen und ab Juni 1822 an der Universität Kiel. 1825 legte er sein Examen vor dem Obergericht Gottorf ab. Er trat in den dänischen Staatsdienst, zunächst als Auskultant bei der Rentekammer in Kopenhagen. Zugleich wurde er zum Kammerjunker am königlich dänischen Hof ernannt.
Von 1830 bis 1840 war er Amtmann und Landvogt für Fehmarn mit Sitz in Burg auf Fehmarn.

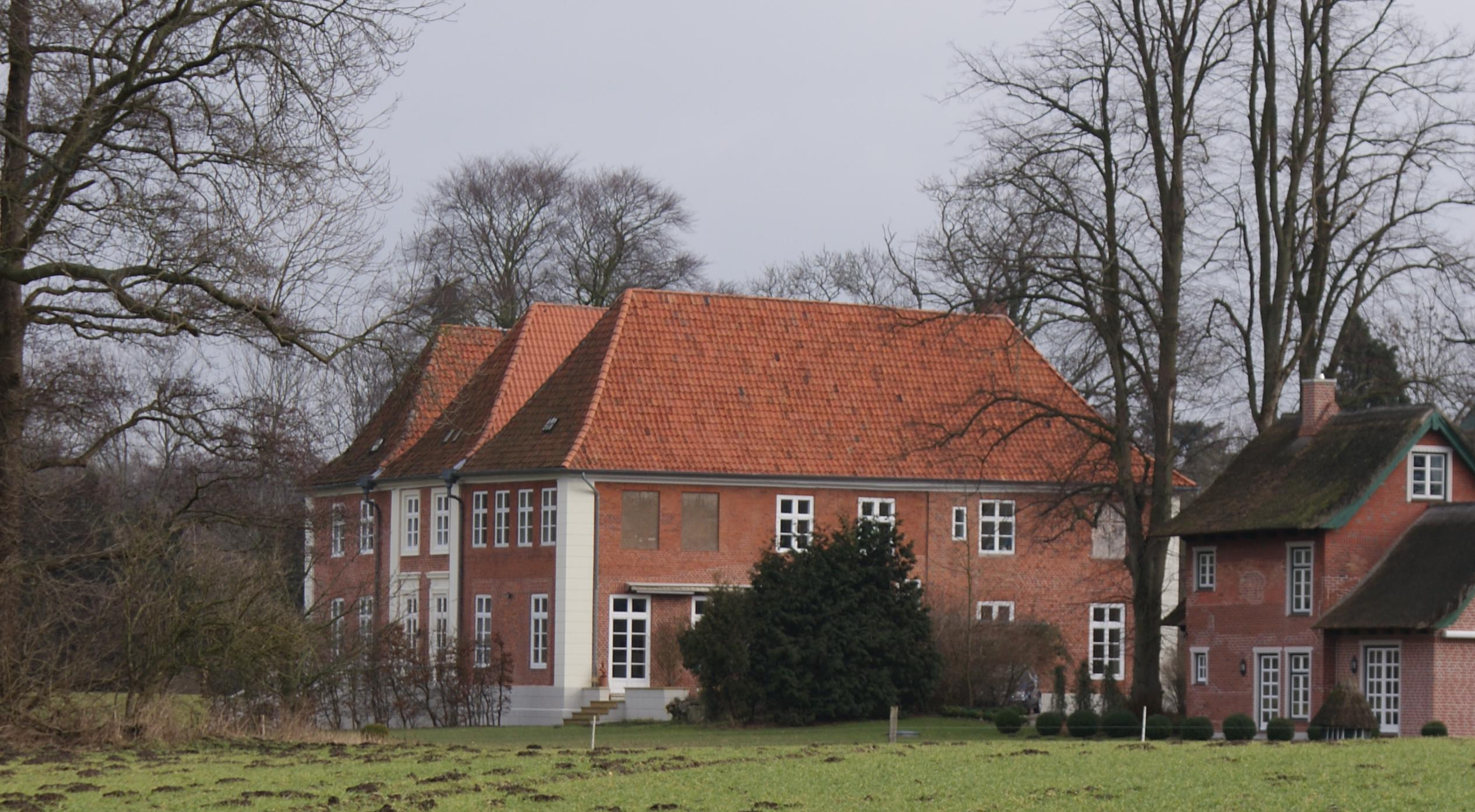
Gutshaus Ehlerstorf (2009)

Nach dem Tod seines entfernten Verwandten Cai Diederich Christoph von Levetzow († 3. August 1833) erbte er die Güter Ehlerstorf und Putlos. Um sich ganz der Verwaltung seiner Güter widmen zu können, nahm er 1840 seinen Abschied aus dem Staatsdienst. Sein Nachfolger auf Fehmarn wurde Louis von Moltke. 1861 erwarb er noch das Gut Schönhagen (Bothkamp) dazu.
In der Holsteinischen Ständeversammlung war er von 1861 bis 1863 Deputierter der erblichen Virilstimme, die Friedrich Wilhelm von Hessen (1820–1884) als Inhaber des Hessensteinschen Fideikommisses (Gut Panker) zustand.
In der Schleswig-Holsteinische Erhebung und im Deutsch-Dänischen Krieg gehörte von Levetzow zur Minderheit der dänisch gesinnten königstreuen Holsteiner.
Seit 1828 war er verheiratet mit Augusta, geb. von Oheimb (1806– 1889), einer Tochter von Friedrich Wilhelm Christian von Oheimb auf Enzen und Helpsen. Das Paar hatte zehn Kinder.
1880 übergab er Ehlerstorff an seinen Sohn Julius von Levetzow (1832–1903). Putlos erbte sein jüngerer Sohn Hans von Levetzow (* 1839). Schönhagen wurde 1882 verkauft. Magnus von Levetzow war einer seiner Enkel.

## Auszeichnungen
- Kammerherr (1845)
- Dannebrogorden
  - Ritter (6. Oktober 1853)
  - Kommandeur 2. Klasse (1878)
- Johanniterorden, Ehrenritter (1855)